# Посёлок Валуевской опытно-мелиоративной станции
Валуевской опытно-мелиоративной станции — посёлок в Старополтавском районе Волгоградской области, в составе Новотихоновского сельского поселения.

## География
Посёлок расположен на правом берегу реки Солёная Куба примерно в 5,5 км северо-восточнее села Валуевка.

## История
Валуевская опытно-мелиоративная станция организована в 1894 году на казённом участке в бассейне рек Еруслан и Солёная Куба. Населенный пункт, возникший при станции, первоначально известен как хутор Валуйка. Хутор относился к Старополтавской волости Новоузенского уезда Самарской губернии. Согласно Списку населенных мест Самарской губернии, составленному в 1900 году, хутор Валуйка находился в ведении Экспедиции по орошению юга России и Кавказа. При хуторе имелись метеорологическая станция и древесный питомник. По итогам переписи 1897 года на хуторе проживало 66 мужчин и 26 женщин.
С 1922 года - в составе Старополтавского кантона АССР немцев Поволжья. Согласно переписи населения 1926 года в селе насчитывалось 19 домохозяйство, из них немецких только одно.
28 августа 1941 года был издан Указ Президиума ВС СССР о переселении немцев, проживающих в районах Поволжья. Немецкое население АССР немцев Поволжья депортировано. Посёлок в составе Старополтавского района был передан Сталинградской области (с 1961 года - Волгоградской).

## Население
Динамика численности населения по годам:
| Годы      | 1897 | 1910 | 1926 | 1987 | 2002 |
| --------- | ---- | ---- | ---- | ---- | ---- |
| Население | 92   | 139  | 54   | ≈60  | 66   |

| 2010 |
| ---- |
| 28   |